# Milan Bubalo
Milan Bubalo (in serbo Милан Бубало?; Belgrado, 21 luglio 1990) è un calciatore serbo, attaccante dello Sloboda Donji Tovarnik.

## Carriera
Ha giocato nella massima serie dei campionati serbo, sloveno, sudcoreano e thailandese.